# Hawk and Dove
Hawk and Dove (deutsch „Falke und Taube“') ist der Titel einer Reihe von Superhelden-Comicserien, die der US-amerikanische Verlag DC-Comics seit 1968 veröffentlicht.

## Veröffentlichungsgeschichte
Das Konzept für Hawk und Dove geht auf die Amerikaner Steve Ditko, den Mitschöpfer von Spider-Man, und Steve Skeates zurück. Die Figuren wurden erstmals in der Ausgabe #75 der Comicreihe Showcase, einer „Try-out“-Serie im Programm des Comicverlages DC-Comics, in dem in jeder Ausgabe ein anderes neues Konzepte ausprobiert wurde, vorgestellt. Nach leidlich zufriedenstellenden Verkaufszahlen von Showcase #75 beschloss man bei DC, die Figuren in den Mittelpunkt einer eigenen fortlaufenden Serie zu stellen.
Diese Serie Hawk and Dove lief von 1968 bis 1969 und erreichte sechs Ausgaben. Ditko verließ die Serie bereits nach der zweiten Ausgabe, nachdem er zuvor als Zeichner und Co-Autor von Hauptautor Skeates tätig gewesen war. Ab Ausgabe #3 übernahm Gil Kane die Zeichneraufgaben, die er bis zur Einstellung der Serie erledigte. Nachdem Skeates nach der #5 als Autor ausgeschieden war, übernahm Kane mit #6 außerdem den Autorenjob.
1988 entstand unter editorischer Federführung von Mike Carlin eine fünfteilige Miniserie zu Hawk and Dove. Verfasst wurde diese von dem Autorenpaar Karl und Barbara Kesel. Die Zeichnungen besorgte Rob Liefeld, während die Tuschezeichnungen ebenfalls von Karl Kesel erledigt wurden. Im Anschluss daran startete DC im Juni 1989 eine neue fortlaufende Serie zu Hawk and Dove die bis zum Oktober 1991 im monatlichen Turnus lief. Insgesamt erreichte diese achtundzwanzig reguläre Ausgaben sowie zwei als Hawk and Dove Annual betitelte Sonderausgaben. Als Autoren trat erneut das Ehepaar Kesel in Erscheinung. Hauptzeichner der Serie war Greg Guler. Die Tuschezeichnungen wurden abwechselnd von Keel und Scott Hanna übernommen.
1997 kam eine weitere fünfteilige Miniserie aus der Feder von Mike Baron auf den Markt. Als Zeichner wurde Dean Zachary engagiert, als Tuschezeichner Dick Giordano.

## Handlung
Im Mittelpunkt der ursprünglichen Hawk und Dove Comics stehen die Brüder Hank und Don Hall. Beide erhalten auf wundersame Weise "Superkräfte", die sie nutzen, um gegen Verbrecher zu kämpfen und gegen gesellschaftliche Missstände vorzugehen: Außer über übermenschliche Stärke und Agilität verfügen sie über die Fähigkeit, Verletzungen binnen kurzer Zeit auszuheilen. Um ihre Identität zu verbergen, kleiden die beiden sich während ihrer Einsätze in bunte Kostüme und benutzen Codenamen: Während Hank sich seiner aggressiven und aufbrausenden Art entsprechend Hawk („Falke“) – also nach einem Greifvogel – nennt, nennt Don sich entsprechend seiner sanften und diplomatischen Art Dove („Taube“). 
Während Hank politisch sehr konservative Ansichten vertritt, sind Dons Einstellungen äußerst liberal gesinnt. Hank aggressives Temperament steht zudem in ständigem Kontrast zu Dons besonnener Art. Ausgewogenere Positionen – die weder in das eine noch in das andere Extrem reichen – vertritt der Vater der beiden, ein Berufsrichter, der Selbstjustiz verurteilt, ohne zu wissen, dass seine Söhne sich als maskierte Vigilanten betätigen. 
Nachdem Don in der Maxiserie Crisis on Infinite Earths stirbt, als er bei dem Versuch, ein Kind zu retten, von einem Schattendämon getötet wird, tritt später eine junge Frau namens Dawn Granger an seine Stelle. Die gemeinsamen Abenteuer von Hank und Dawn bilden den Inhalt der Miniserie von 1988 sowie der Hawk und Dove Serie der frühen 1990er Jahre. Weitere Figuren, die in dieser Serie auftreten, sind Hanks Freundin Ren Takamori, sowie Kyle Spenser und Donna Cabot, gemeinsame Freunde von Dawn und Hank, sowie der Polizist Captain Brian Arsala, genannt Sal. Hauptschurke der Serie ist der mysteriöse Kestrel. 
In der Miniserie von 1997 werden mit Sasha Martens und Wiley Wolverman zwei neue Figuren in die Rolle von Hawk und Dove gerückt. Die beiden tauchen nach der Miniserie jedoch nicht mehr auf – bei Gastauftritten von Hawk und Dove in anderen Serien treten stattdessen wieder Dawn Granger als Dove und Dawns streitlustige britische Schwester Holly Granger als neuer Hawk auf.

## Adaptionen
Adaptionen der Abenteuer von Hawk und Dove in anderen Medien sind rar. Bislang haben lediglich die Zeichentrickstudios von Warner Brothers ein fünfunfzwanzigminütiges Zeichentrickabenteuer um die beiden ungleichen Figuren produziert. Dieses wurde 2002 unter dem Titel „Hawk and Dove“ als Episode der Zeichentrickserie Die Liga der Gerechten vermarktet. 
Die Geschichte beschreibt unter enger Anlehnung an die Vorlage den Geschwisterkonflikt der beiden ungleichen Brüder, sowie ihren Versuch, in einem Bürgerkriegsgebiet Frieden zu stiften. Als Synchronsprecher im Original konnten die Schauspieler Jason Hervey und Fred Savage gewonnen werden, die ein Jahrzehnt zuvor durch ihre Darstellung der zänkischen Brüder Kevin und Wayne Arnold in der Fernsehserie Wunderbare Jahre berühmt wurden. Während Savage, der den braven Kevin spielte, den gewalttätigen Hawk synchronisierte, synchronisierte Hervey – der seinerzeit den rüpelhaften Wayne gespielt hatte – den Part des Dove.
In der Serie Titans von 2018 kommen Hawk und Dove ebenfalls vor.